# Juan Martin Coggi
Juan Martin Coggi est un boxeur argentin né le 19 décembre 1961 à Fighiera.

## Carrière
Passé professionnel en 1982, il devient champion du monde des super-légers WBA le 4 juillet 1987 en battant par KO au 3e round l'Italien Patrizio Oliva. Coggi perd son titre lors de sa 5e défense face à Loreto Garza mais il s'empare à nouveau cette ceinture WBA en 1993 puis en 1996 contre Frankie Randall. Ce dernier remporte leur 3e et dernier combat le 16 août 1996.